# Bezirk Rheinfelden
| Sitze im Grossen Rat (2025–2028)                                            |
| Insgesamt 10 Sitze - Grüne: 1 - SP: 2 - GLP: 1 - Mitte: 1 - FDP: 2 - SVP: 3 |

Einwohnerzahl

Der Bezirk Rheinfelden ist ein Bezirk des Kantons Aargau in der Schweiz. Er umfasst den Nordwesten des Kantonsgebiets und bildet einen wesentlichen Bestandteil des Fricktals. Von den 14 Einwohnergemeinden des Bezirks zählen acht (rund 88 % der Bevölkerung) zur Agglomeration der Stadt Basel.

## Einwohnergemeinden
| Wappen       | Name der Gemeinde | Einwohner (31. Dezember 2023) | Fläche in km² | Einw. pro km² |
| ------------ | ----------------- | ----------------------------- | ------------- | ------------- |
| Hellikon     | Hellikon          | 839                           | 7,04          | 119           |
| Kaiseraugst  | Kaiseraugst       | 5544                          | 4,90          | 1131          |
| Magden       | Magden            | 3899                          | 11,02         | 354           |
| Moehlin      | Möhlin            | 11'349                        | 18,80         | 604           |
| Mumpf        | Mumpf             | 1549                          | 3,14          | 493           |
| Obermumpf    | Obermumpf         | 1072                          | 5,02          | 214           |
| Olsberg      | Olsberg           | 367                           | 4,61          | 80            |
| Rheinfelden  | Rheinfelden       | 13'854                        | 16,02         | 865           |
| Schupfart    | Schupfart         | 883                           | 7,05          | 125           |
| Stein        | Stein (AG)        | 3504                          | 2,83          | 1238          |
| Wallbach     | Wallbach          | 2081                          | 4,55          | 457           |
| Wegenstetten | Wegenstetten      | 1023                          | 7,12          | 144           |
| Zeiningen    | Zeiningen         | 2547                          | 11,37         | 224           |
| Zuzgen       | Zuzgen            | 897                           | 8,39          | 107           |
| Total (14)   | Total (14)        | 49'408                        | 111,86        | 442           |